# Arnold Txarnuixevitx
Arnold Txarnuixevitx   (Minsk, 15 de gener de 1933 - 2 de setembre de 1991) va ser un tirador d'esgrima bielorús, especialista en espasa, que va competir sota bandera de la Unió Soviètica durant les dècades de 1950 i 1960.
El 1956 va prendre part en els Jocs Olímpics d'Estiu de Melbourne, on va disputar dues proves del programa d'esgrima. Fou cinquè en la prova d'espasa per equips, mentre en la d'espasa individual quedà eliminat en sèries. Quatre anys més tard, als Jocs de Roma, tornà a disputar dues proves del programa d'esgrima. En la prova d'espasa per equips guanyà la medalla de bronze, , mentre en la d'espasa individual quedà eliminat en sèries.
En el seu palmarès també destaquen quatre medalles al Campionat del Món d'esgrima, una d'or, una de plata i dues de bronze, entre les edicions de 1958 i 1962, així com dos campionats nacionals d'espasa individual, el 1959 i 1962.